# Лікуси
Лікуси (пол. Likusy, нім. Lykusen) — село в Польщі, у гміні Нідзиця Нідзицького повіту Вармінсько-Мазурського воєводства.
Населення — 17 осіб (2011).

## Історія
Прусське село, засноване на 10 дворах у 1372 р. Школа в селі з'явилася на початку 20 століття. У 1818 році село називалося Гросс Лікузен, у ньому було 15 будинків і 85 мешканців. У 1858 році Лікузен включав 2843 морги землі. У 1871 році в 25 будинках проживало 163 мешканці. У 1890 році було 25 будинків і 180 осіб. У 1939 році в селі проживало 156 осіб.

## Демографія
Демографічна структура станом на 31 березня 2011 року:
|          | Загалом | Допрацездатний вік | Працездатний вік | Постпрацездатний вік |
| -------- | ------- | ------------------ | ---------------- | -------------------- |
| Чоловіки | 9       | 2                  | 6                | 1                    |
| Жінки    | 8       | 0                  | 3                | 5                    |
| Разом    | 17      | 2                  | 9                | 6                    |